# Milíčeves
Milíčeves je vesnice, část obce Slatiny v okrese Jičín. Nachází se asi 2 km na severovýchod od Slatin.  V roce 2009 zde bylo evidováno 83 adres. V roce 2001 zde trvale žilo 224 obyvatel.
Milíčeves je také název katastrálního území o rozloze 4,38 km2.

## Historie
První písemná zmínka o obci pochází z roku 1325. Patřila do majetku vladyků se zdejším přídomkem. V roce 1407 získal tvrz a statky Mikuláš Chudý z Újezda. V roce 1408 se tvrz a statky vrátily původním majitelům. Po vymření rodu v roce 1455 se dostala ves na základě odúmrtního práva do majetku českého krále Jiřího z Poděbrad. Ještě v témže roce ji koupili pánové ze Žlunic. Mezi další vlastníky patřili například Jan Litoborský z Chlumu nebo později, od roku 1522 vladykové z Holohlav. V šestnáctém století koupili tvrz a místní majetek Dohalští z Dohalic. Sňatkem získali Vysoké Veselí a okolní statky (Sběř a Hrobičany). Další statky a vsi koupili. V rámci pobělohorských událostí získal majetek Albrecht z Valdštejna, který přikoupil část panství kumburského a velišského. Nově vytvořený celek (panství) přenechal roku 1627 jičínským jezuitům. V roce 1677 postavili noví vlastníci podle návrhu Jana Bathisty Matheye letní sídlo. Po zrušení jezuitského řádu v roce 1773, se místní majetek dostal pod správu c. k. Studijního fondu. V roce 1841 koupil Milíčeves Michael Karel z Althannu a bývalou jezuitskou rezidenci přestavil na zámek.

### Pivovar
V letech 1679 až 1680 postavili jezuité na základě návrhu Jana Baptisty Matheye v blízkosti letního sídla – zámku sedmdesát metrů dlouhý čtyřpodlažní pivovar. Objekt pivovaru zahrnoval kompletní provoz od skladování ječmene, výroby sladu, vaření piva až po jeho skladování. Srdcem pivovaru byla mohutná varna, na kterou navazoval hvozd se šalandou, humno a obytná část s černou kuchyní. Po zrušení jezuitského řádu získal pivovar „panské“ majitele. Mezi poslední vlastníky patřil rod Vrintsů z Falkensteina. Posledním nájemcem pivovaru byl Jan Pavlík. Ve dvacátém století již pivovar pouze chátral. Objekt pivovaru se dochoval ve své původní podobě a dnes je evidován jako kulturní památkou.

### Mlýn
Jezuité postavili nedaleko zámku u náhonu Cidliny „Vrchnostenský dominikální mlejn“. Koncem roku 1806 přešel na občanské majitele. Do roku 1826 vlastnil mlýn Jan Navrátil a roku 1827 ho koupil rod Zelinků. Rodina Zelinkova zde bydlela i po druhé světové válce, kdy byl objekt již používán pouze k obytným účelům. 
Obytný dům i mlýnice byly v rámci jedné stavby oddělené.  Úpravy Cidliny v letech 1987 – 1989 a rozbourání stavidla v Nemyčevsi porušily náhon k mlýnu.  Zůstala zachována pouze část, díky stavidlu, které se nachází až za mlýnem a je průtočná.
Vsí protéká řeka Cidlina a vzhledem k častým záplavám ji rozdělila na dvě oddělené části. Za říční nivou proto vznikla v novověku na sever od historického centra osada Malá Strana, která byla v roce 1900 připojena ke vsi.

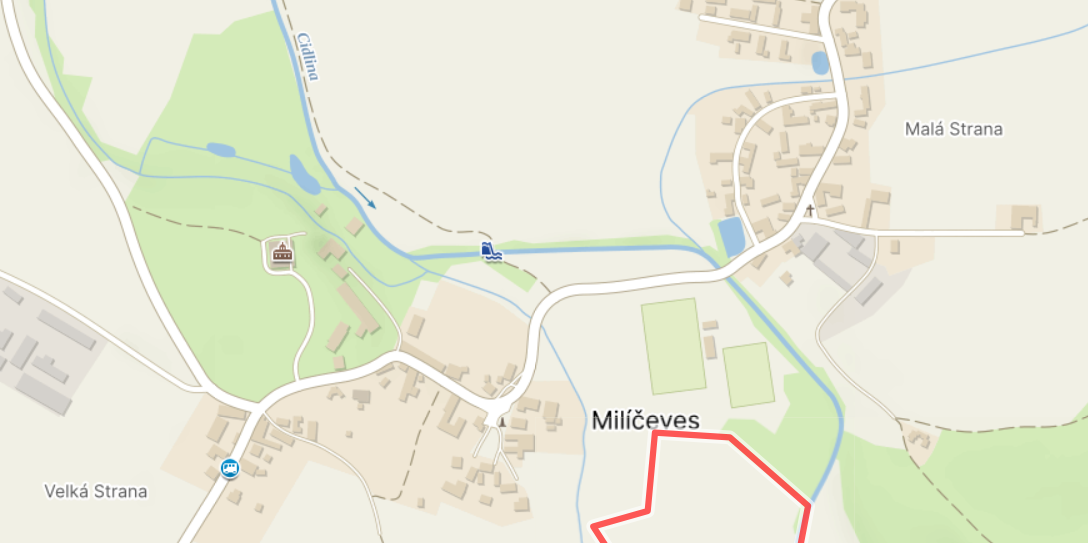
Milíčeves na mapě

## Devatenácté století
Počátkem devatenáctého století patřilo panství Milíčeves k bydžovskému kraji a bylo spravováno c. k. Studijním fondem. Vrchní úředník bydlel na zámku v Milíčevsi. V této době panství Milíčeves zahrnovalo statky a obce Milíčeves, Nemyčeves, Vitiněves, Popovice, Vrbice a další. Mezi lety 1841–1871 vlastnil Miličevské panství Michal Karel, hrabě Althann. V roce 1850 byl nucen větší část prodat Kamilovi z rodu Rohanů. Zbytek panství dostala věnem Althannova dcera Konstancie, která byla provdaná za hraběte Maxmiliána Alexandra Vrintse z Falkensteina. Poslední majitelkou byla jejich dcera Eugénie  s manželem baronem Seuter von Lötzen.  

## Dvacáté století
Mezi lety 1850 – 1960 byla Milíčeves samostatnou obcí. Byly používány také názvy Milíčoves i Miličeves. Od 1. července 1960 se stala Milíčeves částí obce Slatiny.

### Dobrovolní hasiči
Sbor dobrovolných hasičů byl založen 15. června 1882. Sbor stále funguje a patří mezi jeden z nejstarších na Jičínsku. Vlastní hasičskou zbrojnici, kde lze nalézt požární stříkačku z roku 1982 nebo řadu pamětních pohárů, například za třetí místo v okrskové soutěži v roce 2014.

### Fotbal
Fotbal má ve vsi dlouhou historii. Dne 15. října 1942 byl založen fotbalový oddíl pod názvem AFK Milíčeves. Hřiště tehdy vzniklo v zámeckém parku, místo  věnoval baron Seuter von Lötzen. V roce 1945 se oddíl sloučil s mužstvem ze sousední Butovsi a změnil název na Sokol Milíčeves. Bylo vybudováno i nové hřiště na louce u Cidliny, kde během let byly vybudovány kabiny a tribuna. Oddíl hrál zápasy na úrovni okresu, ale již v šedesátých letech se probojoval do krajských soutěží. Koncem osmdesátých let hráči skončili před postupem do divize. Po revoluci se sloučili s jičínským oddílem a hráli pod názvem FC VTJ Milíčeves. Hráli i v divizi, ale postupné stárnutí a odchody hráčů způsobily pokles hráčské úrovně oddílu. Od roku 2010 hraje družstvo v okresních soutěžích.

### Zajímavost
Vsí protéká řeka Cidlina a vzhledem k častým záplavám ji rozdělila na dvě oddělené části. V novověku za říční nivou vznikla na sever od historického centra osada Malá Strana, která byla v roce 1900 připojena ke vsi.

### Památky
Na Malé Straně se dochoval roubený dům s loubím, pomník Ukřižování a socha Nejsvětější Trojice na okraji vsi u hřbitova. Mezi kulturní památky byl zařazen zámek, pivovar, bývalé pivovarské sklepy, bývalé pivovarské lednice, bývalá vinopalna a včelín, stojící nedaleko zámku.

### Galerie

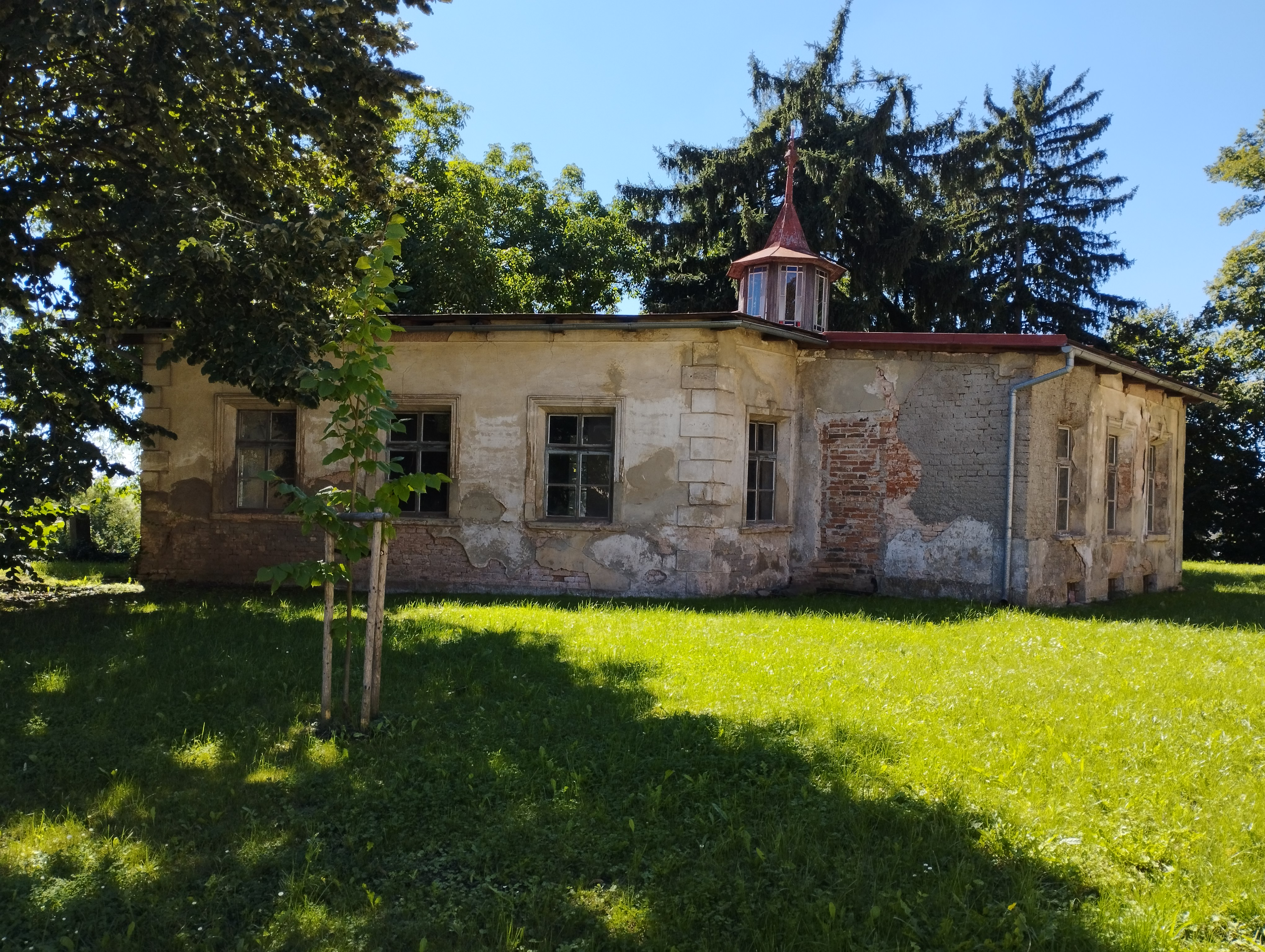
Včelín (foto 2023)
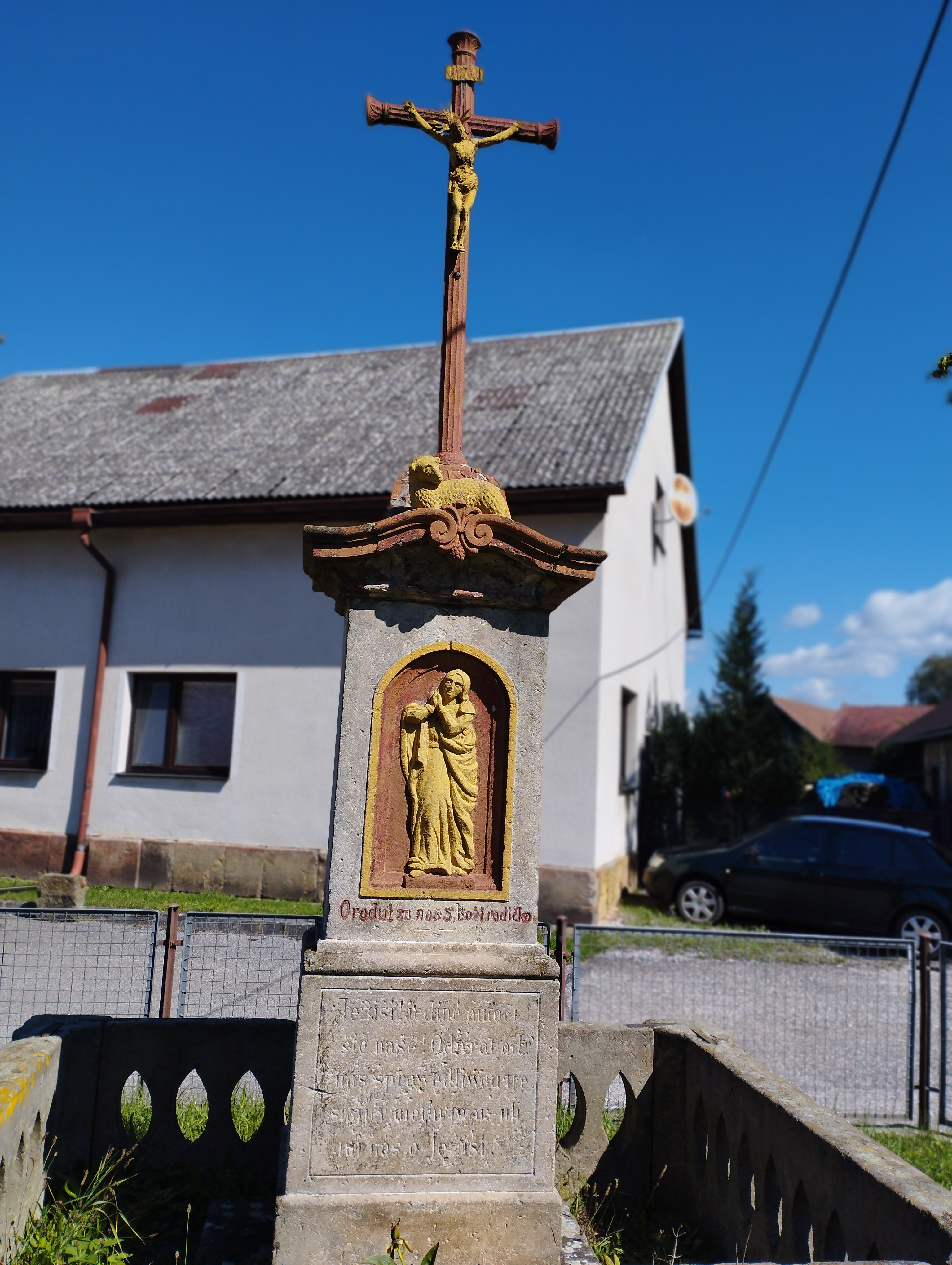
Pomník Ukřižování
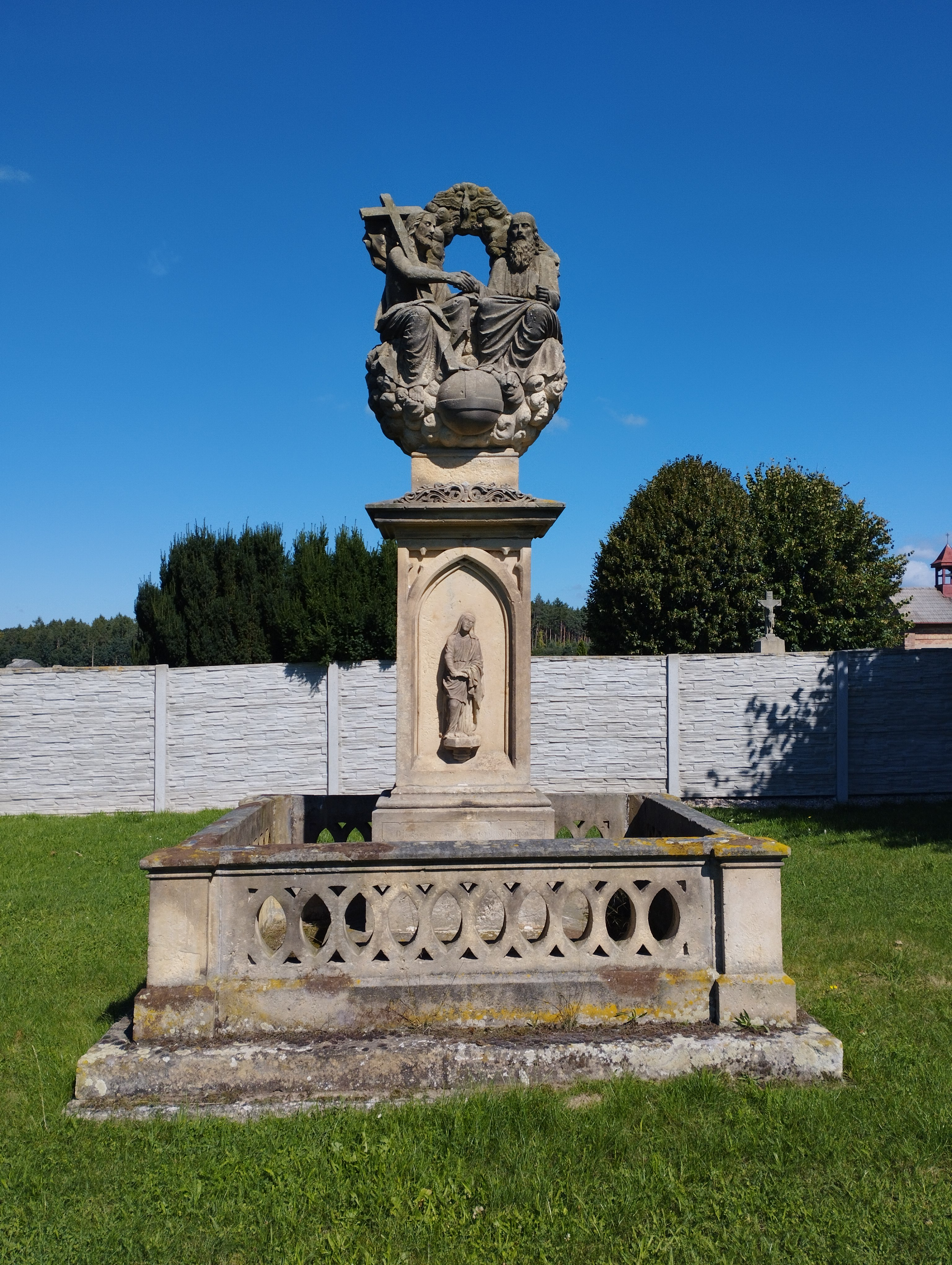
socha Nejsvětější Trojice
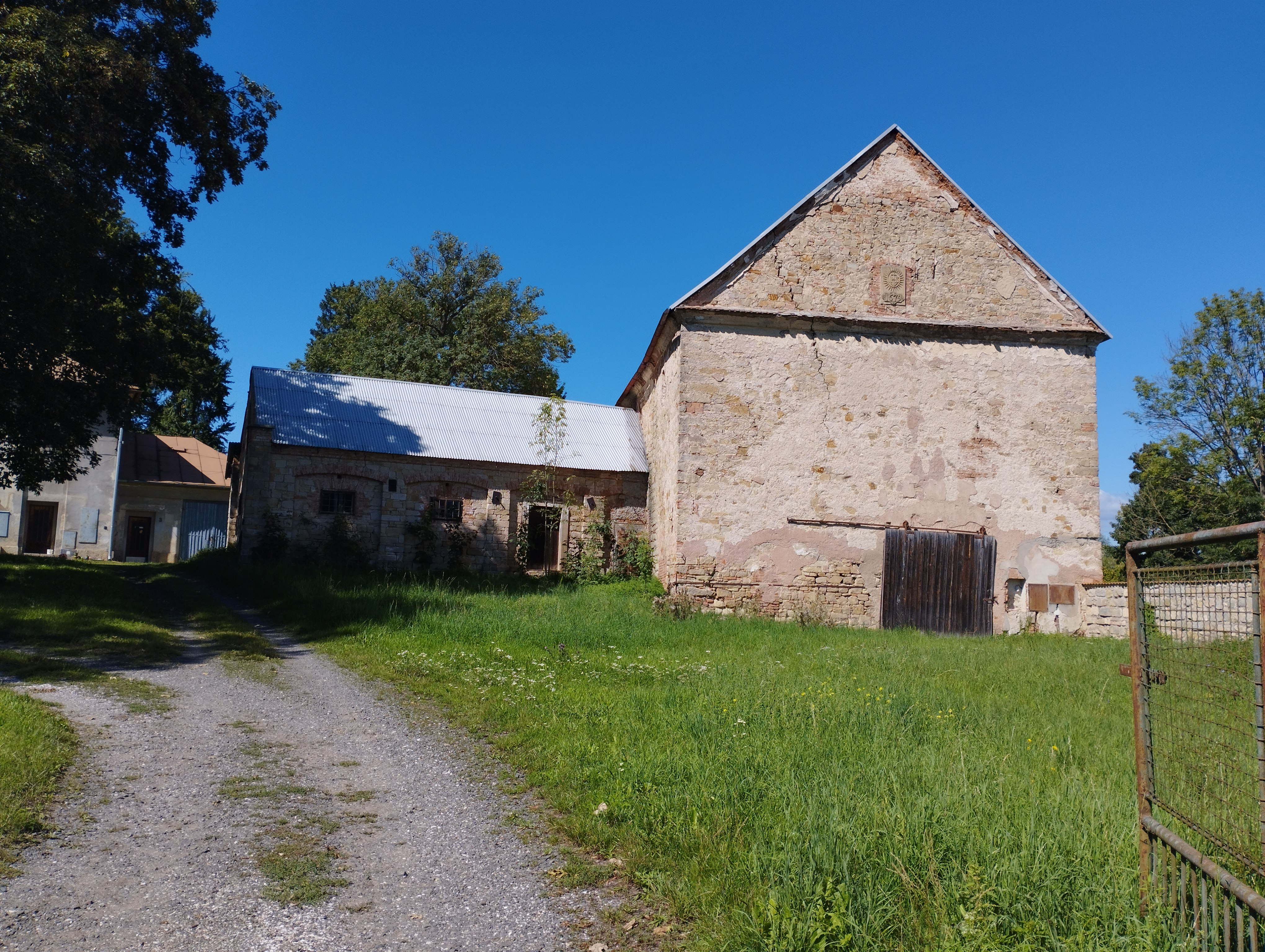
Pivovar z roku 1679

## Jednadvacáté století – současnost
Ves leží v nadmořské výšce 250 m n. m., na okraji Jičínské pahorkatiny. Patří mezi úrodné zemědělské oblasti. Byla zde vybudována kanalizace, v roce 2002 byla dokončena plynofikace, vodovod je budován. Ve vsi byla vybudována z bývalé jednotřídní školy mateřská školka. Ordinuje zde praktický i zubní lékař.